# Johann Karl Friedrich Zöllner
Johann Karl Friedrich Zöllner (Berlín, 8 de novembre, 1834 - Leipzig, 25 d'abril, 1882) va ser un astrofísic alemany que va estudiar il·lusions òptiques. També va ser un dels primers investigadors psíquics.
Acabats els seus estudis, que va fer a Berlín i Basilea, es va llicenciar a Leipzig el 1865. L'any següent va ser nomenat professor agregat d'astronomia física a Leipzig i el 1872 va obtenir una càtedra en propietat. A la seva obra GrundZügen einer allgemeinen Photometrie des Himmels (Berlín, 1861) i en la titulada Photometrische Untersuchungen mit besinderer Rücksicht auf die physische Beschaffenheit der Himmelskörper (Leipzig, 1865) descriu l'astrofotometre construït per ell.
Zóllner es va dedicar després amb gran ardor a l'anàlisi espectral i la seva aplicació als cossos celestes. Va construir aparells per a l'observació científica de les protuberàncies solars en qualsevol moment i per a la determinació exacta del lloc de les ratlles de l'espectre solar. Relacionats amb això va deixar nombrosos treballs sobre l'estructura física i l'efecte elèctric solar a distància, sobre els estels, i altres temes de l'Astronomia, publicats a Beritche der Sächsischen Gesellschaft der Wissenschaften. A més, va escriure: Ueber die Natur der Kometen. Beiträge zur Geschichte und Theorie der Erkenninis (Leipzig, 1871; 3ª. ed., 1883); Principien einer elektrodinamischen Theorie der Materie (Leipzig, 1876); Die transzendentale Physik und. d. sogenn. Philos. (1879); Ueber eine neue Art von Pseudoscopie; Ueber die, universelle Bedeutung der mechanischen Prinzipioen i Wissenschaftliche Abhandlugen (Leipzig, 1876/81).
En aquests treballs va fer Zöllner una revisió critico-filosòfica dels principis que després van servir de base per a posterior coneixement de la naturalesa i va defensar la llei fonamental de Weber. A l'última obra citada (Wissensch. Abhandlungen) hi ha gran part dedicada a estudiar l'hipnotisme i l'espiritisme, especialitat a la que es va consagrar Zöllner en els seus últims anys, així com a l'estudi de les quatre dimensions de l'espai, en el qual va creure veure analogies profundes entre la meta-geometria i els fenòmens parapsicològics. Finalment, va publicar l'obra pòstuma de P. Schuster Gibt es unbewusste und vererbte Vorstellungen? (Leipzig, 1879). R. Tiochner va reeditar el 1922 l'escrit de Zöllner: Vierte Dimensionen und Okkuultismus, 